# Юрти, Мюриель
Мюриель Юрти-Уэри (фр. Muriel Hurtis-Houairi; род. 25 марта 1979, Бонди) — французская легкоатлетка (бег на короткие дистанции, эстафетный бег), чемпионка и призёр чемпионатов Европы и мира, призёр летних Олимпийских игр 2004 года в Афинах, участница четырёх Олимпиад.

## Карьера

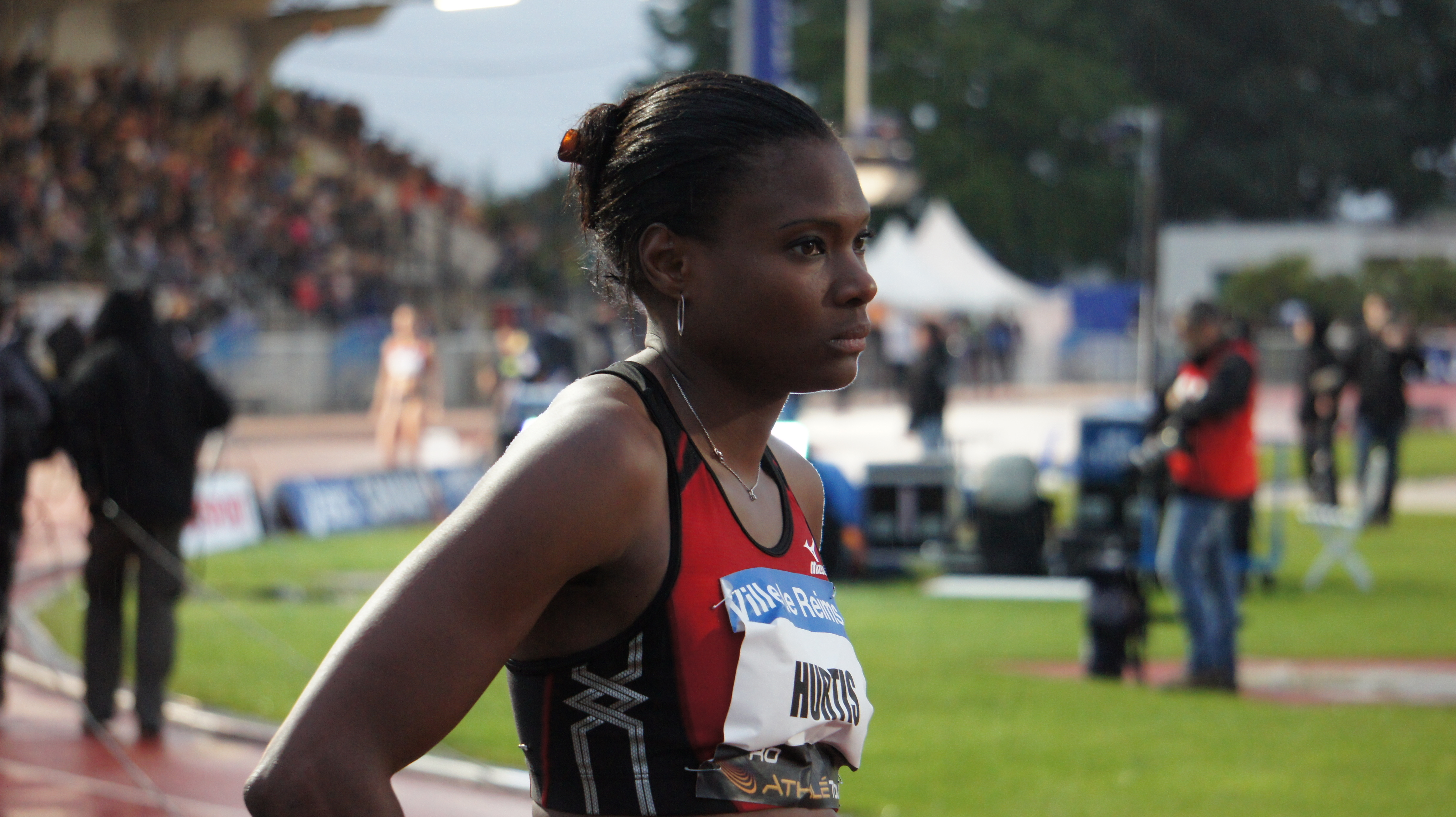
2013 год

Чемпионка и призёр юниорских и молодёжных первенств мира. Чемпионка Европы 2002 и 2014 годов. Чемпионка (2000, 2002) и бронзовый призёр чемпионатов Европы в помещении. Чемпионка (2003), серебряный (1999, 2001) и бронзовый (2003, 2013) призёр чемпионатов мира. Чемпионка мира в помещении 2003 года. Серебряный и бронзовый призёр Кубка мира 2002 года в Мадриде.
На летних Олимпийских играх 2000 года в Сиднее Юрти стала 7-й в беге на 200 метров, а сборная Франции, в составе которой она выступала, заняла 4-е место в эстафете 4×100 метров.
На следующей Олимпиаде в Афинах она выступала в тех же дисциплинах и в обеих поднялась на строчку выше, чем в Сиднее: 6-е место в беге на 200 метров и бронзовая медаль в эстафете 4×100 метров.
На летних Олимпийских играх 2008 года в Пекине Юрти поднялась ещё на строчку выше в беге на 200 метров, но в эстафете сборная Франции не попала в финальную часть соревнований.
На летней Олимпиаде 2008 года в Лондоне Юрти снова стала пятой в беге на 200 метров.